# Dnd
dnd est un jeu vidéo de rôle développé par Gary Whisenhunt et Ray Wood en 1975 sur le système PLATO à l’université du Sud de l'Illinois à Carbondale. Dirk Pellett de l’université de l’Iowa et Flint Pellett de l’université de l’Illinois améliorèrent le jeu de façon substantielle entre 1976 et 1985.

## Présentation

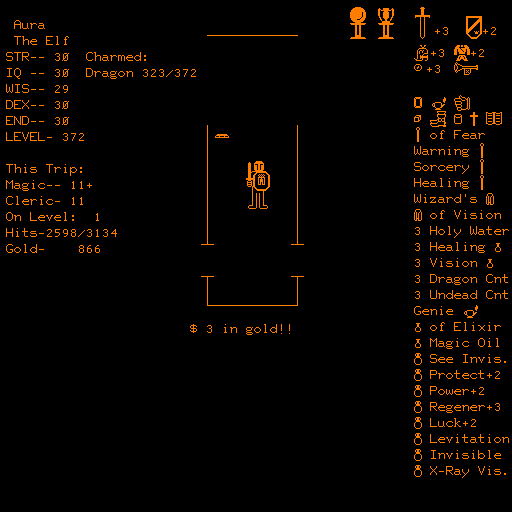
Scène de Dnd, l'adversaire est sur le point d'être vaincu.

Dans dnd, le joueur devait tout d’abord créer un personnage et s’aventurer ensuite dans les multiples niveaux des oubliettes de Whisenwood à la recherche de trésors et de l’« Orbe ». Les souterrains étaient peuplés de divers monstres et trésors. L’Orbe était gardée dans une chambre au trésor dans les profondeurs des oubliettes. Un dragon doré et divers monstres la protégeaient. Si le joueur réussissait à vaincre les monstres gardant le trésor, à récupérer l’Orbe et à remonter à la surface, son personnage se retirait aux Champs-Élysées et son nom était désormais  signalé à tous ceux qui jouaient au jeu.
Plus tard, d’autres souterrains furent ajoutés, comme « les cavernes » ou « la tombe », avec diverses créatures protégeant divers trésors (comme le « faucheur » gardant « la fontaine ») et le joueur devait acquérir l’Orbe et le Graal pour gagner.

## Développement
dnd est développé par Gary Whisenhunt et Ray Wood alors qu’ils étudient à l’université du Sud de l'Illinois à Carbondale. L’université est à l’époque équipée d’un unique terminal informatique du système PLATO et il est fréquent de voir plusieurs personnes se réunir autour du terminal pendant qu’une autre l’utilise. Ils se rencontrent dans le cadre de ces sessions lors desquelles ils jouent notamment à des jeux comme Empire (1973) et Pedit5 (1974). Gary Whisenhunt, qui suit alors une spécialité en psychologie et en politique, commence alors à s’intéresser à la programmation, au point de changer de spécialité pour se consacrer à l’informatique. Il trouve également un job étudiant à la bibliothèque du campus, qui accueille le seul terminal PLATO de l’université, et en devient de fait l’administrateur réseau. Lassé[pas clair] des fréquentes disparitions de Pedit5, qui est régulièrement supprimé du serveur par les administrateurs de l’université de l’Illinois, ils décident de programmer leur propre jeu. En tant qu’administrateur du système pour leur université, ils ne risquent en effet pas de voir leur programme supprimer du serveur. Ils le baptisent dnd et commence à le développer fin 1974 ou début 1975.
Le donjon du jeu n’est au départ constitué que de deux niveaux. Chaque niveau est constitué de pièces qui forment un labyrinthe et qui sont représentées par des nombres en base 8 dont les bits représentent des murs ou des ouvertures. Pour les concevoir, ils commencent par dessiner un plan du labyrinthe sur du papier millimétré afin de déterminer le nombre à attribuer à chaque pièce, qu’ils entrent ensuite dans le programme. Leur méthode se révèle cependant fastidieuse et Gary Whisenhunt programme donc un éditeur de labyrinthe qui leur permet de concevoir des niveaux en seulement quelques minutes, contre plusieurs heures auparavant. La taille du donjon de dnd augmente alors rapidement et ils commencent à mettre au point son système de jeu. L’augmentation du nombre de niveau les pousse d’abord à réfléchir à la manière dont le joueur progresse dans le jeu et ils ajustent donc son système de combat afin que la probabilité qu’a le joueur de vaincre un monstre soit cohérente de leurs niveaux respectifs : le joueur a ainsi 50 % de chance de battre un monstre de niveau équivalent au sien, 25 % de chance de battre un monstre un peu plus fort mais seulement 1 % de chance de vaincre un monstre dont le niveau est largement supérieur au sien. Après avoir créé une douzaine de niveaux, une partie de flipper leur inspire l’idée d’ajouter un système de high score avec un classement des dix meilleures performances. Ils décident ensuite que le niveau le plus profond du donjon doit être l’occasion d’un grand combat, suivi d’une fuite vers la sortie du donjon, et ajoutent donc un boss sous la forme d’un dragon doré qui garde l’orbe que le joueur cherche à récupérer,.
Arrivé à ce stade, Gary Whisenhunt et Ray Wood se concentrent sur leurs études et ont donc moins de temps à consacrer au jeu. Ils donnent alors accès à son code source à Dirk et Flint Pellett dont ils apprécient les suggestions d’améliorations à apporter au jeu. Ces derniers, qui étudient respectivement à l’université de l’Iowa et à l’université de l’Illinois, continuent ensuite de développer le jeu jusque dans les années 1980,. Leurs ajouts sont d’abord inspirés par les premières versions du jeu dont ils essayent de conserver la simplicité et le ton humoristique. Ils s’inspirent également de Donjons et Dragons dont ils tirent au départ la plupart des objets magiques qu’ils intègrent au jeu. Ils se détachent cependant peu à peu de cette influence pour créer des objets, des monstres et des fonctionnalités inédites. Ils ajoutent par exemple des potions (dont une potion de résurrection), des livres magiques et une lampe dont peut sortir un génie,.

## Postérité
dnd est reconnu comme un des tout premiers jeux vidéo de rôle sur ordinateur avec m199h  et pedit5,. La chronologie des dates de créations de ces trois jeux n’est cependant pas clairement établie et il est donc difficile d’affirmer lequel est véritablement le premier jeu de rôle sur ordinateur. D’après Brian Dear, un spécialiste du système PLATO, il est probable que deux jeux ont été créés sur le système sous le titre dnd. Le premier aurait connu une existence très courte mais aurait néanmoins inspiré Rusty Rutherford (le créateur de pedit5) qui explique l'avoir commencé à cause d’un programme intitulé dnd alors en développement mais n’étant jamais apparu sur le système. Ce premier dnd pourrait par ailleurs ne faire qu’un avec m199h au sujet duquel il n’existe aucune information fiable. Le second dnd serait celui développé par Gary Whisenhunt et Ray Wood en s’inspirant de pedit5.
dnd introduit plusieurs innovations qui sont depuis devenues des standards dans les jeux vidéo de rôle. Il utilise un système de combat complexe où différentes armes infligent différents dommages à différents monstres, obligeant le joueur à apprendre quelle arme utiliser au bon moment. On y trouve également des téléporteurs pour passer d’un niveau à un autre et des magasins où le joueur peut acheter des objets magiques : Aumakua’s Alchemy vend des potions et Korona’s Armory des objets.
De plus, dnd est le premier à présenter des « boss » de fin, des monstres spéciaux possédant des pouvoirs largement supérieurs à tous ceux rencontrés dans le reste du jeu et qui devaient être terrassés pour finir l’aventure.
dnd se révèle très  populaire sur PLATO et continue à être joué bien après l’abandon de ce système. Même avec des graphismes rudimentaires, il reste encore joué jusqu’au milieu des années 1980.